# Yasmine Chami
Pour les articles homonymes, voir Chami.
Yasmine Chami, née en 1966 à Casablanca, est une romancière franco-marocaine. Elle est lauréate du prix de l'Institut du monde arabe pour son roman Mourir est un enchantement.

## Biographie
Née en 1966 à Casablanca, Yasmine Chami poursuit ses études supérieures au lycée Louis-le-Grand à Paris, en France, avant d'intégrer l'École normale supérieure Ulm en philosophie. Elle obtient ensuite l'agrégation en sciences sociales avant d'entamer un diplôme d'études approfondies (DEA) en anthropologie à l'École des hautes études en sciences sociales (EHESS).
Elle publie son premier roman Cérémonie en 1999 chez Actes Sud.
À la naissance de ses fils en 2001 à New York, elle décide de retourner vivre au Maroc où elle dirige la Villa des Arts de Casablanca. Par la suite, elle fonde et dirige pendant dix ans une entreprise de production audiovisuelle qui propose à travers des émissions sociales diffusées par la télévision marocaine une compréhension des enjeux des évolutions de la société marocaine liées à l'urbanisation. Elle y aborde entre autres les questions liées au patriarcat, l'éducation, la place des femmes, l'argent, la sexualité et la transmission religieuse. Depuis 2012, elle se consacre à l'enseignement. 
Elle fait son retour en littérature en 2017 en publiant Mourir est un enchantement pour lequel elle obtient le prix de l'Institut arabe. Casablanca Circus est son cinquième roman.

## Publications
- Cérémonie : roman, Arles, Actes Sud, coll. « Babel » (no 533), 2002 (ISBN 2-7427-3733-2).
- Mourir est un enchantement roman, Arles, Actes Sud, coll. « Domaine français », 2017 (ISBN 978-2-330-07931-4).
- Médée chérie : roman, Arles, Actes Sud, coll. « Babel » (no 1785), 2018 (ISBN 978-2-330-11774-0)[1].
- Dans sa chair : roman, Arles, Actes Sud, coll. « Domaine français », 2022 (ISBN 978-2-330-16124-8).
- Casablanca Circus : roman, Arles, Actes Sud, coll. « Domaine français », 2023 (ISBN 978-2-330-18228-1).

## Distinctions
- Chevalière de l'ordre des Arts et des Lettres (2025)